# Diócesis de Lérida
La diócesis de Lérida (en latín: Dioecesis Ilerdensis y en catalán: Bisbat de Lleida) es una circunscripción eclesiástica de la Iglesia católica en España. Se trata de una diócesis latina, sufragánea de la archidiócesis de Tarragona. Desde el 28 de julio de 2015 su obispo es Salvador Giménez Valls.

## Territorio y organización

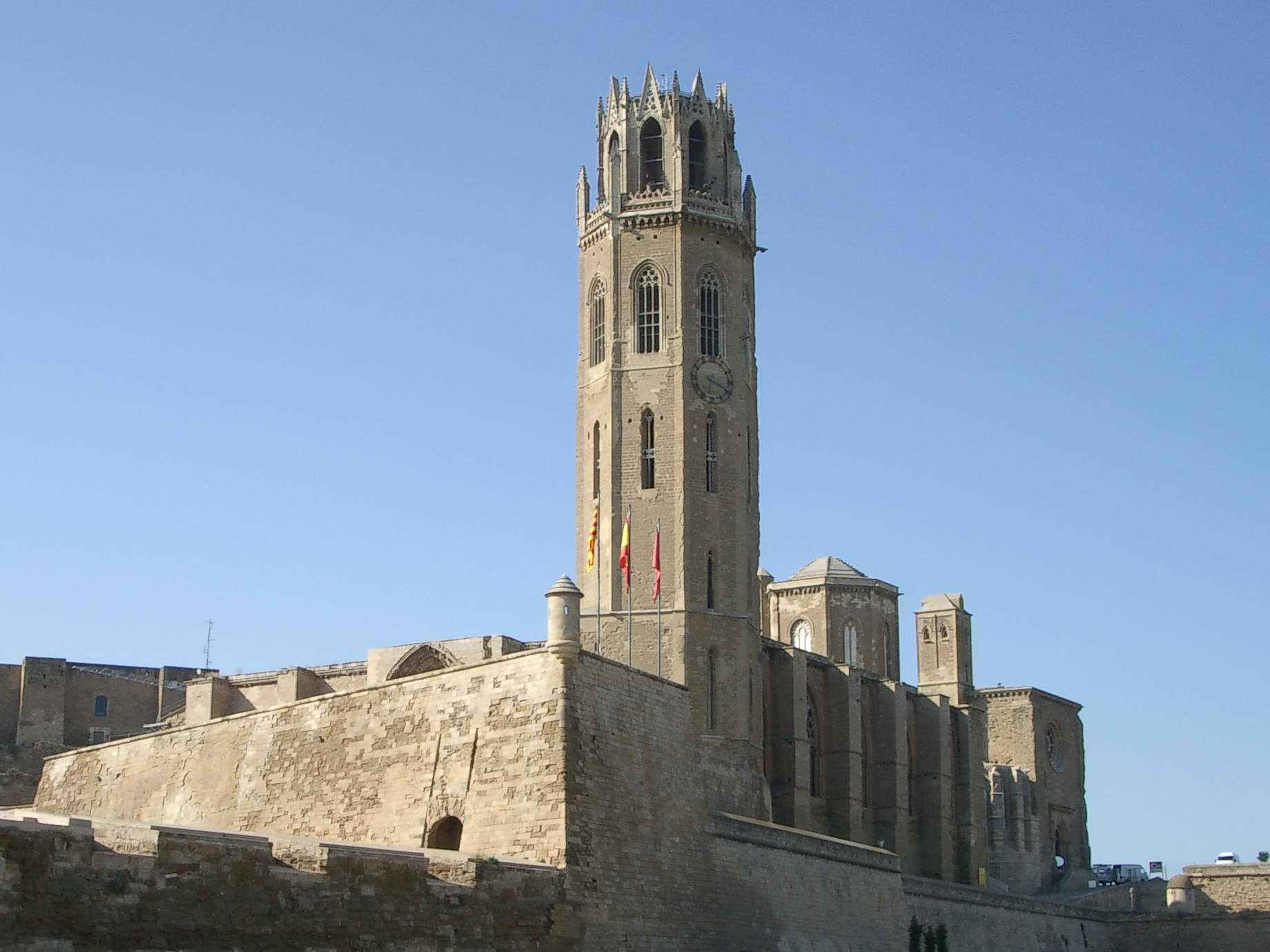
Seo Vieja de Lérida, antigua catedral

La diócesis tiene 2997 km² y extiende su jurisdicción sobre los fieles católicos de rito latino residentes en la parte occidental de la provincia de Lérida de la comunidad autónoma de Cataluña.

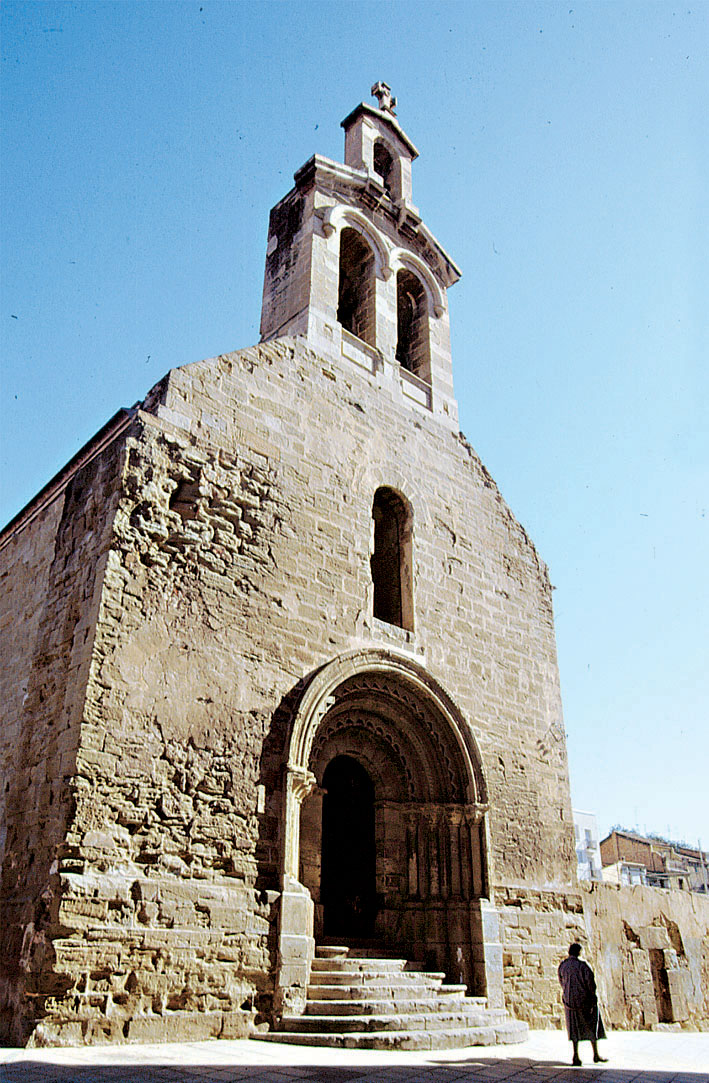
Iglesia de San Martín, en Lérida

La sede de la diócesis se encuentra en la ciudad de Lérida, en donde se halla la Catedral de Nuestra Señora de la Asunción (o Catedral Nueva) y la excatedral de Santa María (o Catedral Vieja).

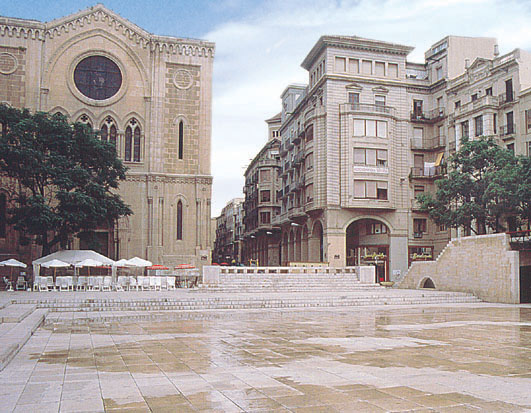
Iglesia de San Juan, en Lérida

En 2021 en la diócesis existían 126 parroquias agrupadas en 6 arciprestazgos: Segrià-La Noguera-La Ribagorça, Seu Vella (en Lérida), Periferia (en Lérida), Gardeny (en Lérida), Baix Segre y Baix Urgell-Les Garrigues.

## Historia
El origen del cristianismo en Lérida es incierto. La tradición ha transmitido los nombres de algunos santos mártires, Esteban, el Clero y Anastasio, y el obispo san Licerio, a quienes el martirologio romano preconciliar conmemoró el 27 de agosto. Los restos de una necrópolis paleocristiana aparecidos en Lérida en 1927 y los de una basílica de finales del siglo IV certifican la existencia de una iglesia cristiana muy temprana en el Valle del Segre, base de la primitiva diócesis Ilerdensis. San Isidoro menciona a Petrus Ilerdensis, obispo de fines del siglo V y uno de los creadores de la liturgia mozárabe.
La diócesis está atestiguada por primera vez por el obispo Sagicio a principios del siglo V. La serie episcopal está documentada especialmente en época visigoda, debido a la presencia de prelados en concilios nacionales o provinciales. La diócesis pertenecía a la provincia tarraconense y era sufragánea de la archidiócesis de Tarragona. Siguiendo los Concilios de Toledo y de los provinciales de la Tarraconense, se confeccionó la lista de prelados históricos ilerdenses durante la Hispania visigoda: Oracio (516-517), Andrés (530), Februario (546), Polibio (587), Julián (592), Amelio (599), Gomarelo (614), Fructuoso (633), Gaudiolano (653) y Eusendo (683). Durante el gobierno de Al-Ándalus, se menciona a un obispo: Jacobo (842).
En el año 546 tuvo lugar en Lérida, en la iglesia de Santa Eulalia, un concilio provincial, convocado por Sergio, metropolitano de Tarragona, y en el que, además de Febrero de Lérida, tomaron posesión Justo de Urgell, Carencio de Ampurias, Juan de Zaragoza, Paterno de Barcelona, Maurilio de Tortosa, Tauro de Egara y el cura Estafilio, en representación del obispo de Gerona. El concilio aprobó 16 cánones que se referían, entre otras cosas, a la prohibición de que los clérigos porten armas, derramen sangre, se batan en duelo y convivan con mujeres sospechosas.
Con la invasión árabe de España la serie episcopal de Lérida se vio interrumpida. La historiografía tradicional ha sostenido la tesis de que los obispos, al tener que abandonar su sede debido a la ocupación árabe, se trasladaron más al norte, fundando, a partir del siglo IX, la diócesis de Roda en Aragón, en las montañas del condado de Ribagorza con sede en Roda de Isábena. Sus prelados se consideran sucesores de los antiguos ilerdenses. Cuando se reanudó la reconquista de los territorios árabes, los obispos trasladaron su sede primero a Barbastro (1100), y luego, en 1149, el obispo Guillermo Pere de Ravidats se estableció en Lérida, cuando la ciudad quedó liberada del dominio musulmán. Esta tesis encontró su fundamento en diversos documentos contemporáneos, no anteriores a finales del siglo XI, y sobre todo en la bula Spiritu Domini del papa Pascual II dirigida en 1110 al obispo de Roda, san Ramón, en la que el pontífice le expresa claramente en estos términos: «Factum est ut episcopalis cathedra que Ylerde fuerat, in montana transiret, in oppidum videlicet quod Rota codicit».
Más recientemente, algunos historiadores han formulado la hipótesis de que la tesis tradicional se debe al rey Pedro I de Aragón (1094-1104) y al obispo Poncio (1097-1104) para justificar por un lado la existencia de la diócesis de Roda, frente a la reclamaciones de los obispos de Urgell y Huesca, que reclamaban derechos sobre los territorios de Roda; y por otro para justificar la ocupación de la ciudad de Lérida, contra los objetivos de los condes de Barcelona, cuyos intereses políticos estaban en conflicto con los de los reyes de Aragón.
El hecho histórico cierto es que el 30 de octubre de 1149 Lérida fue liberada por Ramón Berenguer IV de Barcelona. Los obispos de Roda, que tenían su sede en Barbastro desde hacía cincuenta años, se trasladaron a Lérida, donde la preexistente mezquita de la ciudad se transformó en la nueva catedral de la diócesis.
En 1173 se celebró en Lérida un concilio provincial presidido por el cardenal Jacinto, luego papa Celestino III.
El territorio de la diócesis estaba dividido entre Aragón y Cataluña, e incluía todo el territorio de la diócesis de Roda más los territorios recién conquistados. En 1203 el papa Inocencio III puso fin a una centenaria disputa territorial entre los obispos de Huesca y los de Roda primero y los de Lérida después, decidiendo el paso de Barbastro y su territorio a la diócesis de Huesca. La región oriental de Aragón, incluida la ciudad de Roda, permaneció unida con la sede de Lérida.
En 1203 se inició la construcción de la catedral llamada hoy Seu Vella, que fue consagrada por Guillermo de Moncada el 31 de octubre de 1278.
Lérida fue sede de varios concilios provinciales durante la Edad Media. Se conocen los de 1155, 1173, 1191, 1229, 1237, 1246, 1257, 1293, 1294, 1418 y 1460.
En 1168 el obispo Guillermo Pérez de Ravitats dictó el decreto Ordinatio ecclesiae Ilerdensis, con el que se reguló el número de parroquias y se dictaron los estatutos del cabildo catedralicio. El primer sínodo diocesano conocido data del año 1248.
La elección de obispos la hacían los cabildos de la catedral de Lérida y de la antigua catedral de Roda. En 1244 una Ordinatio superelectionem episcoporum reguló los métodos de intervención de los dos capítulos. Los obispos fueron elegidos por los dos capítulos hasta 1349.
En 1371 se creó el colegio de la Asunción adscrito a la Universidad de Lérida, primer antecedente de un seminario en España. Con el mismo fin, el obispo Depuig erigió el de la Concepción en 1557. Durante este periodo ilustraron la iglesia de Alfonso de Borja, canónigo y canciller de la Universidad (1423), después el papa Calixto III; el cardenal Antonio Cerdán (1449-1459), llamado el príncipe de los teólogos por Julio II; y Jaime Conchillos, creador de obras pías. En el siglo XVIII destacó el obispo Gregorio Galindo (1736-1756), creador del seminario conciliar.
El 18 de junio de 1571 cedió una porción de territorio para la erección de la diócesis de Barbastro mediante la bula In eminenti del papa Pío V.
En 1633 el papa Urbano VIII estableció un vicariato diocesano general en Monzón, en territorio aragonés, que permaneció activo hasta su supresión en 1860.
En 1707 la catedral fue confiscada y transformada en cuartel. El palacio episcopal también fue derribado por motivos urbanísticos, y los obispos se trasladaron a Monzón durante unos 30 años. La diócesis permaneció sin catedral hasta el 28 de mayo de 1781, día en que se consagró la nueva catedral de Lérida.
En 1722 el obispo Francisco Olaso Hipenza fundó el seminario episcopal, que en 1773 fue trasladado a la antigua casa de los jesuitas.
La guerra civil española, además de cuantiosos daños materiales (fueron quemados la catedral, el palacio episcopal y numerosas iglesias), provocó la muerte del obispo Salvio Huix Miralpeix y de más de 270 religiosos; y el clero se redujo en dos tercios.
El 31 de octubre de 1992 tomó oficialmente el nombre de diócesis de Lleida en catalán.
En los días 15 de junio de 1995 y 15 de junio de 1998 tuvo lugar una importante modificación de los límites diocesanos, por el cual todas las parroquias de la diócesis ilerdense pertenecientes a la comunidad autónoma de Aragón, la denominada "Franja", fueron transferidas a la vecina diócesis de Barbastro, renombrada de Barbastro-Monzón. La diócesis quedó así muy menguada, y con su territorio situado íntegramente dentro de los límites de Cataluña. Esta modificación originaría un largo conflicto, con intervención política, sobre la titularidad de un número importante de obras de arte aragonesas ubicadas en el Museo de Lleida.

## Estadísticas
Según el Anuario Pontificio 2022 la diócesis tenía a fines de 2021 un total de 180 590 fieles bautizados.
| Año                                                                             | Población            | Población | Población      | Sacerdotes | Sacerdotes    | Sacerdotes    | Bautizados por sacerdote | Diáconos permanentes | Religiosos | Religiosos | Parroquias |
| Año                                                                             | Bautizados católicos | Total     | % de católicos | Total      | Clero secular | Clero regular | Bautizados por sacerdote | Diáconos permanentes | Varones    | Mujeres    | Parroquias |
| ------------------------------------------------------------------------------- | -------------------- | --------- | -------------- | ---------- | ------------- | ------------- | ------------------------ | -------------------- | ---------- | ---------- | ---------- |
| 1950                                                                            | 222 707              | 222 967   | 99.9           | 163        | 162           | 1             | 1366                     |                      | 60         | 360        | 261        |
| 1970                                                                            | 256 722              | 258 422   | 99.3           | 265        | 210           | 55            | 968                      |                      | 164        | 506        | 225        |
| 1980                                                                            | 249 177              | 251 052   | 99.3           | 225        | 173           | 52            | 1107                     |                      | 87         | 442        | 233        |
| 1990                                                                            | 249 955              | 253 001   | 98.8           | 200        | 155           | 45            | 1249                     | 5                    | 76         | 378        | 235        |
| 1999                                                                            | 191 275              | 194 693   | 98.2           | 143        | 107           | 36            | 1337                     | 2                    | 61         | 205        | 126        |
| 2000                                                                            | 189 717              | 192 855   | 98.4           | 146        | 110           | 36            | 1299                     | 2                    | 61         | 200        | 126        |
| 2001                                                                            | 187 908              | 192 430   | 97.7           | 141        | 110           | 31            | 1332                     | 2                    | 56         | 214        | 126        |
| 2002                                                                            | 190 461              | 195 496   | 97.4           | 146        | 108           | 38            | 1304                     | 2                    | 60         | 214        | 126        |
| 2003                                                                            | 192 835              | 196 373   | 98.2           | 140        | 101           | 39            | 1377                     | 2                    | 58         | 207        | 126        |
| 2004                                                                            | 192 592              | 196 996   | 97.8           | 141        | 102           | 39            | 1365                     | 2                    | 62         | 211        | 126        |
| 2013                                                                            | 206 338              | 236 525   | 87.2           | 131        | 96            | 35            | 1575                     | 5                    | 52         | 159        | 125        |
| 2016                                                                            | 203 520              | 236 953   | 85.9           | 118        | 85            | 33            | 1724                     | 5                    | 50         | 138        | 126        |
| 2019                                                                            | 180 000              | 230 140   | 78.2           | 92         | 77            | 15            | 1956                     | 7                    | 25         | 137        | 125        |
| 2021                                                                            | 180 590              | 230 140   | 78.5           | 95         | 68            | 27            | 1900                     | 7                    | 39         | 107        | 126        |
| Fuente: Catholic-Hierarchy, que a su vez toma los datos del Anuario Pontificio. |                      |           |                |            |               |               |                          |                      |            |            |            |

En el curso 2017-2018, un seminarista cursó estudios en el Seminario Mayor diocesano.